# ひなげし (モネ)
『ひなげし』（仏: Les Coquelicots, 英: The Poppies）は、フランスの画家クロード・モネが1873年に描いた絵画。『アルジャントゥイユのひなげし』（仏: Les Coquelicots à Argenteuil）とも。
パリのオルセー美術館に所蔵されている。本作は、『印象・日の出』とともに、1874年の第1回印象派展に出展された。

## 作品
パリから北西に10キロメートルほど行ったところにあるアルジャントゥイユの草原が描かれている。モネは、1871年から1878年にかけてアルジャントゥイユに住んでいた。季節は夏であり、空は穏やかに晴れている。
主として画面の左側に、たくさんの赤色のひなげしの花が咲いている様子が描かれている。画面の右側前景には、子どもを連れた母親が描かれている。母親は日傘を手にしている。子どもは、ひなげしの花を何本か手にしている。

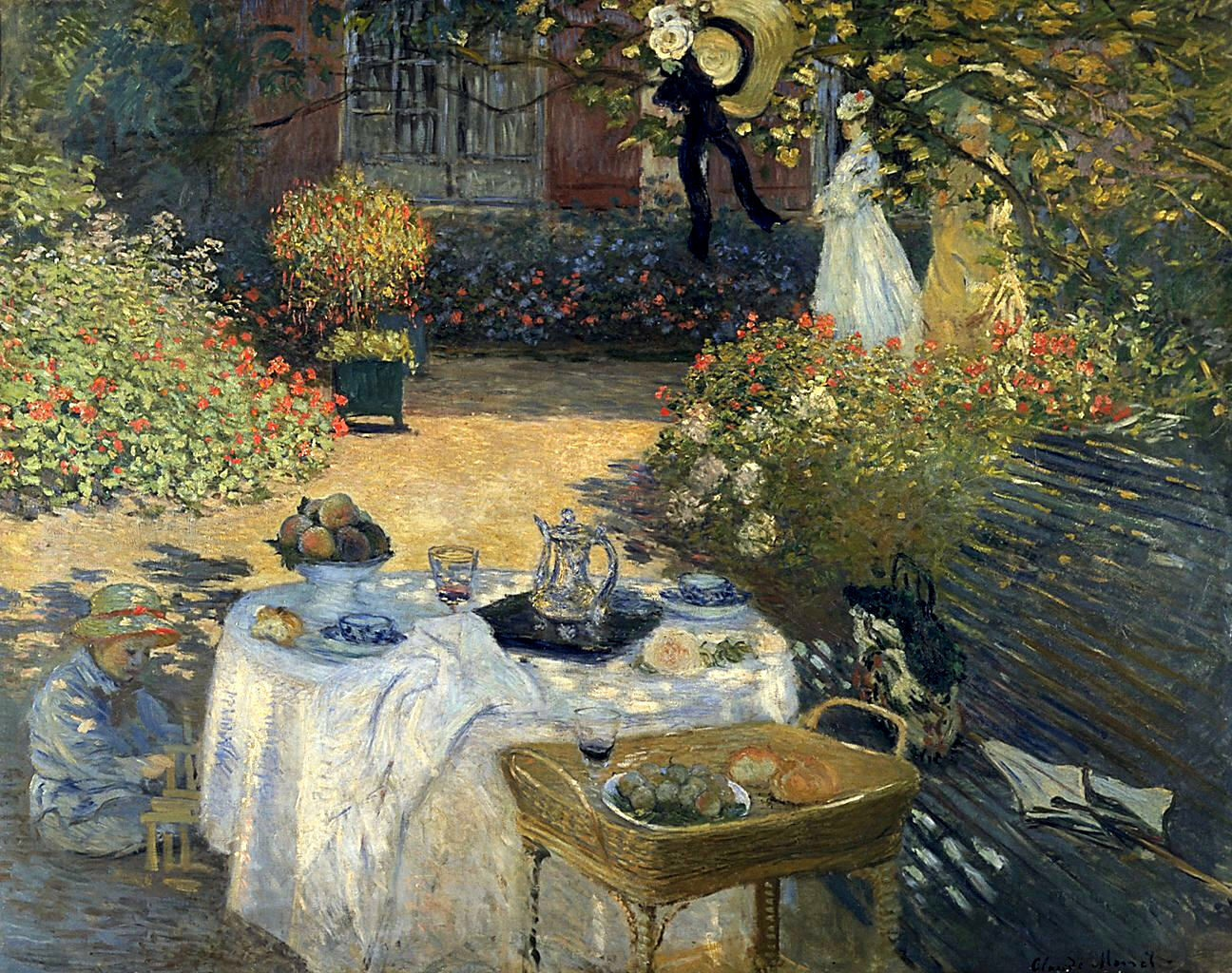
『昼食』

母親のモデルは、モネの妻のカミーユであり、子どものモデルは長男のジャンであるといわれている。ジャンが頭に被っている麦わら帽子には、赤色の縁取りとリボンが確認でき、これは『散歩、日傘をさす女性』や『昼食』と同様である。
画面の左側奥にも、同じような母親と子どもが描かれているが、この母子は、女性がまとっているドレスの色合いが異なっている点や、子どもの帽子にリボンがない点などから、手前の母子とは別の母子であるとする考えがある一方で、カミーユとジャンが画面の奥から手前に向かって歩いてきたことを表現するために、異時同図法を用いて、異なる瞬間の同じ母子を描いているとする考えもある。奥に描かれた女性がもつ日傘は閉じられている。